# Parphorus
Parphorus is een geslacht van vlinders van de familie dikkopjes (Hesperiidae), uit de onderfamilie Hesperiinae.

## Soorten
- P. auristriga (Draudt, 1924)
- P. decora (Herrich-Schäffer, 1869)
- P. felta Evans, 1955
- P. granta Evans, 1955
- P. hesia (Hewitson, 1870)
- P. ira (Butler, 1870)
- P. nemorus Bell, 1941
- P. oca Evans, 1955
- P. oeagrus (Godman, 1900)
- P. paramus (Bell, 1947)
- P. prosper Evans, 1955
- P. pseudecorus Hayward, 1934
- P. sapala (Godman, 1900)
- P. storax (Mabille, 1891)